# Elie Borowski
Elie Borowski (* 27. Mai 1913 in Warschau; † 14. Januar 2003 in Jerusalem) war ein führender Händler für Kunstwerke der Antike.

## Leben
Elie Borowski studierte Jüdische Studien, Semitistik und Vorderasiatische Altertumskunde in Polen, an den Universitäten in Berlin und Rom, dem Collegio Rabbinico Italiano in Padua, dem Pontificio Istituto Biblico in Rom, der École pratique des hautes études und der École du Louvre in Paris.
Im August 1939 meldete Borowski sich bei einem jüdischen Freiwilligenverband in Frankreich, zu Beginn des Zweiten Weltkrieges wurde er Mitglied der Polnischen Division in der Französischen Armee. Nach dem Einsatz gegen die einrückenden Deutschen zog sich diese Einheit 1940 in die Schweiz zurück, wo ihre Mitglieder bis zum Ende des Krieges interniert wurden. Borowski konnte an der Universität Genf weiterstudieren, wo er 1946 mit einer Arbeit über vorderasiatische Stempel- und Rollsiegel in Schweizer Sammlungen promoviert wurde. Nach dem Krieg arbeitete Borowski unter anderem als Research Associate am Royal Ontario Museum in Toronto, wo er die kanadische Staatsbürgerschaft annahm. Er zog jedoch bald wieder nach Basel in die Schweiz, wo er zu einem der wichtigsten Händler für antike Kunstwerke wurde.
Seine bedeutende Privatsammlung brachte Borowski in das von ihm gegründete und 1992 eröffnete Bible Lands Museum in Jerusalem ein.

## Schriften
- Cylindres et cachets orientaux  conservés dans les collections suisses. Contribution à l'histoire de la glyptique en Asie occidentale. Ascona 1947